# Dephomys defua
Dephomys defua är en däggdjursart som först beskrevs av Miller 1900.  Dephomys defua ingår i släktet Dephomys och familjen råttdjur. IUCN kategoriserar arten globalt som livskraftig. Inga underarter finns listade i Catalogue of Life.
Arten blir 109 till 137 mm lång (huvud och bål), har en 176 till 210 mm lång svans och väger 41 till 53 g. Bakfötternas längd är 24 till 29 mm och öronen är 15 till 20 mm långa. Den borstiga pälsen på ovansidan bildas av hår som är mörkgrå vid roten och rödbrun på spetsen vad som skapar en brun till rödbrun färg. Längre bak på bålen är pälsen ofta mera rödorange. På undersidan är håren likaså mörkgrå vid roten och ljusgrå till vit på spetsen. Huvudet kännetecknas av en spetsig nos, långa mörka morrhår och små avrundade öron med glest fördelade hår. På händernas och fötternas ovansida förekommer ljusbrun till vit päls. Den långa svansen är täckt av fjäll men de är nästan osynliga. Vid bakfötterna finns fem tår och de yttersta är små. Alla är utrustade med små klor.
Denna gnagare förekommer i västra Afrika från Sierra Leone och angränsande områden av Guinea till Ghana. Habitatet utgörs av skogar på fuktig mark i låglandet och i bergstrakter.
Individerna är aktiva på natten och går på marken eller klättrar i växtligheten. De äter främst växtdelar som kompletteras med några insekter. En upphittad hona var dräktig med två ungar.